# A magyar női labdarúgó-válogatott mérkőzései 1993-ban
A magyar női labdarúgó-válogatott  az év első felében három mérkőzést vívott. A mérleg: két döntetlen és egy vereség.
Szövetségi kapitány:
- Eipel Ferenc

## Mérkőzések
| 60. mérkőzés 1993. április 9. | Magyarország | 0 – 2             | Olaszország    | REAC pálya, Budapest Nézőszám: 500 Játékvezető: Stamler Péter (HUNr) |
| 60. mérkőzés 1993. április 9. |              | (0 – 0) Részletek | Morace 21' 68' | REAC pálya, Budapest Nézőszám: 500 Játékvezető: Stamler Péter (HUNr) |

| 61. mérkőzés 1993. június 18. | Lengyelország        | 2 – 2             | Magyarország         | Czechowice Dziedzice Nézőszám: 4 000 Játékvezető: Piotr Werner (POL) |
| 61. mérkőzés 1993. június 18. | Szondenmajer 10' 66' | (1 – 1) Részletek | Arnold 25' Fülöp 53' | Czechowice Dziedzice Nézőszám: 4 000 Játékvezető: Piotr Werner (POL) |

| 62. mérkőzés 1993. június 20. | Lengyelország | 0 – 0 | Magyarország | Dankowice Nézőszám: 1 000 Játékvezető: Herian (POL) |
| 62. mérkőzés 1993. június 20. | Részletek     |       |              | Dankowice Nézőszám: 1 000 Játékvezető: Herian (POL) |

| 63. mérkőzés 1993. szeptember 5. | Magyarország | 1 – 2             | Románia | Medgyesegyháza |
| 63. mérkőzés 1993. szeptember 5. | Bajkó        | (0 – 0) Részletek | ?       | Medgyesegyháza |

| 64. mérkőzés 1993. szeptember 11. | Ausztria | 1 – 0             | Magyarország | Pándorfalu |
| 64. mérkőzés 1993. szeptember 11. | ?        | (0 – 0) Részletek |              | Pándorfalu |

| 65. mérkőzés 1993. szeptember 26. Eb-selejtező | Finnország | 1 – 1             | Magyarország | Espoo |
| 65. mérkőzés 1993. szeptember 26. Eb-selejtező | ?          | (1 – 0) Részletek | Szarka 73'   | Espoo |

| 66. mérkőzés 1993. október 16. Eb-selejtező | Norvégia | 8 – 0             | Magyarország | Bergen |
| 66. mérkőzés 1993. október 16. Eb-selejtező | ?        | (? – ?) Részletek |              | Bergen |